# Разыскиваемый
«Разыскиваемый» (англ. The Wanted Man) — предстоящий американский телесериал Джорджа Кея в жанре криминального триллера. Его премьера состоится на стриминговой платформе Apple TV+.

## Сюжет
Криминальный босс попадает в тюрьму после предательства. Он пытается сбежать из тюрьмы, чтобы отомстить и спасти свою криминальную империю.

## В ролях
- Хью Лори
- Тэндиве Ньютон
- Финн Уайтхед
- Джина Макки
- Хейзел Дуп[англ.]
- Эллиотт Хеффернан[англ.]
- Стивен Диллейн

## Производство
В мае 2025 года стало известно, что Джордж Кей занимается разработкой телесериала в жанре криминального триллера. Его режиссёром стал Якоб Вербрюгген, а главную роль получил Хью Лори. Помимо Лори в сериале сыграют Джина Макки, Стивен Диллейн, Тэндиве Ньютон, Эллиотт Хеффернан, Хейзел Дуп и Финн Уайтхед.
Съёмки начались в Лондоне в июне 2025 года.